# Serole
Serole (piemontiul: Seiròle) település Olaszországban, Piemont régióban, Asti megyében. Lakosainak száma 101 fő (2023. január 1.). Serole Cortemilia, Merana, Olmo Gentile, Perletto, Pezzolo Valle Uzzone, Piana Crixia, Roccaverano és Spigno Monferrato községekkel határos.

## Népesség
A település lakossága az elmúlt években az alábbi módon változott:
| Lakosok száma | 119  | 114  | 101  |
|               | 2017 | 2018 | 2023 |